# 安楽宙斗
安楽 宙斗（あんらく そらと、2006年〈平成18年〉11月14日 - ）は、日本のスポーツクライマー。株式会社JSOL所属。シニアデビューした2023年にはIFSCクライミングワールドカップにおいてボルダーとリードの2種目で年間王者となったが、この2種目を同時に獲得した史上初のクライマーでもある。2023年10月に開催された2022年アジア競技大会では、ボルダー＆リード部門で金メダルを獲得している。

## 経歴
小学2年生の夏休みに父親がダイエット目的で近所にできたクライミングジムへ通い始めたのをきっかけに、一緒にクライミングを始める。
2018年、第1回アクアバンクボルダリング小学生競技大会で優勝。
2023年、IFSCクライミングワールドカップにて、ボルダーとリードの2種目で年間王者となる。同年、IFSCアジア大陸予選で優勝し、2024年パリオリンピック出場権を獲得した。
2024年8月9日、2024年パリオリンピックスポーツクライミングの男子複合決勝で総合2位となり、スポーツクライミング競技では、日本男子初となる銀メダルを獲得した。

## ランキング

### IFSCワールドカップ
| 種目             | 2023 | 2024 |
| ---------------- | ---- | ---- |
| リード           | 1    | 3    |
| ボルダリング     | 1    | 1    |
| ボルダー＆リード | 1    |      |

### IFSC世界選手権
ユース
| 種目         | 2021 Youth B | 2022 Youth A |
| ------------ | ------------ | ------------ |
| ボルダリング | 2            | 3            |
| リード       | 1            | 1            |

シニア
| 種目             | 2023 ベルン |
| ---------------- | ----------- |
| リード           | 2           |
| ボルダリング     | 4           |
| ボルダー＆リード | 4           |

## IFSC ワールドカップで獲得したメダルの数

### ボルダリング
| 開催年 | 金 | 銀 | 銅 | 合計 |
| ------ | -- | -- | -- | ---- |
| 2023   | 1  | 1  |    | 2    |
| 2024   | 1  | 1  | 1  | 3    |
| 2025   | 2  |    |    | 2    |
| 合計   | 4  | 2  | 1  | 7    |

### リード
| 開催年 | 金 | 銀 | 銅 | 合計 |
| ------ | -- | -- | -- | ---- |
| 2023   | 3  |    | 1  | 4    |
| 2024   | 1  | 1  | 1  | 3    |
| 2025   | 1  |    |    | 1    |
| 合計   | 5  | 1  | 2  | 8    |